# みずへび座
みずへび座（みずへびざ、Hydrus）は現代の88星座の1つ。16世紀末に考案された新しい星座で、ミズヘビをモチーフとしている。

## 主な天体

### 恒星
天の南極付近の星座には4等未満の明るさの星しかないものが多いが、みずへび座は3等星を3つ持っている。領域内に目立つ星雲や銀河はないものの、ちょうど小マゼラン雲と大マゼラン雲に挟まれた位置にあるため、容易く見つけることができる。
2022年4月現在、国際天文学連合 (IAU) が認証した固有名を持つ恒星は1つもない。
- α星：見かけの明るさ2.84等の橙色巨星で3等星[5]。みずへび座で2番目に明るく見える恒星。英語では Head of Hydrus と呼ばれることもある[6]。紀元前2900年頃には南極星と言える位置にあったとされる[6]。
- β星：見かけの明るさ2.79等のG型主系列星で3等星[7]。みずへび座で最も明るく見える恒星。スペクトル型G0Vと太陽と似た星だが、誕生から約67億年を経た、太陽よりも古い星である[8]。
- γ星：見かけの明るさ3.26等の3等星[9]。
- HD 10180：見かけの明るさ7.32等のG型主系列星[10]。少なくとも6つの太陽系外惑星を持つとされる[11]。

## 由来と歴史
1603年にヨハン・バイエルが出版した星図『ウラノメトリア』で世に知られるようになったためバイエルが新たに設定した星座と誤解されることがあるが、実際は1598年にフランドル生まれのオランダの天文学者ペトルス・プランシウスが、オランダの航海士ペーテル・ケイセルとフレデリック・デ・ハウトマンが1595年から1597年にかけての東インド航海で残した観測記録を元に、オランダの天文学者ヨドクス・ホンディウスと協力して製作した天球儀にヘビの姿を描き、ラテン語で Hydrus という星座名を記したことに始まる。
Hydrus は、文法的にはうみへび座 (Hydra) と同じ単語の男性形と女性形の違いがあるだけのため、ラテン語の綴りもよく似ている。一般名詞としてのヒュドラーの定訳は「水蛇」であるため、直訳すれば Hydrus は「雄の水蛇」、Hydra は「雌の水蛇」となる。18世紀フランスの天文学者ニコラ＝ルイ・ド・ラカイユは、1756年に刊行された1752年版のフランス科学アカデミーの紀要『Histoire de l'Académie royale des sciences』に掲載された彼の星図で、フランス語でこの星座を l'Hydre Male（雄の水蛇）、うみへび座を l'Hydre Femelle（雌の水蛇）と名付けてそれぞれ性別が異なることを示した。

『ウラノメトリア』では、頭はアケルナルの南東に置かれ、Toucan（きょしちょう座）の南、小マゼラン雲の北を抜け、Pavo（くじゃく座）の足元をくねりながら天の南極の近く、Apis Indica（ふうちょう座）の手前まで伸びた姿が描かれていた。これに対してラカイユは、自分が考案した星座を置くためにいくつかの変更を加えた。頭の位置にある星（現在のα星）はそのままに、首の部分を切り取って l'Horloge（とけい座）の一部とした。また、ヘビの胴体は小マゼラン雲の南側を通るように変更し、尻尾の部分は自ら考案した l'Octans de Reflexion（はちぶんぎ座）に変更するために切り取って、星座全体を小さく描き直した。その後、19世紀イギリスの天文学者フランシス・ベイリーが編纂し、彼の死後の1845年に出版された『The Catalogue of Stars of the British Association for the Advancement of Science』において、それまで100以上もあった星座を87個まで絞り込んだ際も、ラカイユの考案した星座がほぼそのまま採用されたことから、Hydrus は短く切られたままと置かれることとなった。
バイエル『ウラノメトリア』（1603年）とラカイユの星図（1756年）の比較。
- 『ウラノメトリア』に描かれた Hydrus。
- ラカイユの星図に描かれた l'Hydre Male。とけい座とはちぶんぎ座に領域を奪われている。

1922年5月にローマで開催されたIAUの設立総会で現行の88星座が定められた際にそのうちの1つとして選定され、星座名は Hydrus、略称は Hyi と正式に定められた。新しい星座のため星座にまつわる神話や伝承はない。

### 中国
現在のみずへび座の領域は、中国の歴代王朝の版図からはほとんど見ることができなかったため、三垣や二十八宿には含まれなかった。この領域の星々が初めて記されたのは明代末期の1631年から1635年にかけてイエズス会士アダム・シャールや徐光啓らにより編纂された天文書『崇禎暦書』であった。この頃、明の首都北京の天文台にはバイエルの『ウラノメトリア』が2冊あり、南天の新たな星官は『ウラノメトリア』に描かれた新星座をほとんどそのまま取り入れたものとなっている。これらの星座はそのまま清代の1752年に編纂された天文書『欽定儀象考成』に取り入れられており、みずへび座の星は「蛇尾」「蛇腹」「蛇頭」という星官に分けて配されていた。

## 呼称と方言
日本では明治末期には「小海蛇」という訳語が充てられていた。これは、1910年（明治43年）2月に刊行された日本天文学会の会誌『天文月報』の第2巻11号に掲載された、星座の訳名が改訂されたことを伝える「星座名」という記事で確認できる。この訳名は、1925年（大正14年）に初版が刊行された『理科年表』にも「小海蛇（こうみへび）」として引き継がれ、戦中の1943年（昭和18年）までこの名称が使われた。
これに対して、天文同好会の山本一清らは異なる訳語を充てていた。天文同好会の編集により1928年（昭和3年）4月に刊行された『天文年鑑』第1号では星座名 Hydrus に対して「うみへび（海蛇）」の訳語を充てた。さらに、1931年（昭和6年）3月に刊行した『天文年鑑』第4号では「みづへび（水蛇）」の訳名を充てるようになり、以降の号でもこの星座名と訳名が継続して用いられた。山本は、東亜天文学会の会誌『天界』1934年8月号の「天文用語に關する私見と主張 (3)」という記事の中で毎年の春の天に見える Hydraといふ星座がある．これを獨逸語で Wasserchlange 卽ち「海蛇」又は水蛇などと譯するのは宜しくない．此の原語や意味は，ギリシャ神話にあるアルゴ船の遠征物語り中にある怪獣を意味してゐるのであつて，決して單なる動物の一種を表はしてゐるのではない．故に，むしろ，神話的な連想を保持するための立て前から，佛語や英語の譯名に習つて，只「ヒドラ」として置くのが最も穏當であると思はれる．として、Hydra に対して「海蛇」の訳を充てることに反対しており、Hydrus に対しても「小海蛇」ではなく「水蛇」を充てることを主張していた。この山本の見解には、野尻抱影も小海蛇 (Hydrus) を水蛇と改稱する會長案も正しいのである．と同意していた。
1944年（昭和19年）1月、学術研究会議によって天文学用語が改訂された際、Hydrus の日本語名は「水蛇（みづへび）」に変更され、戦後も継続してこの呼称が使われた。戦後の1952年（昭和27年）7月に日本天文学会が「星座名はひらがなまたはカタカナで表記する」とした際に、Hydrus の日本語の学名は「みずへび」と改められた。この改訂以降は「みずへび」が星座名として継続して用いられている。
現代の中国でも水蛇座という呼称が使われている。